# Pehotna divizija
Pehotna divizija je osnovna oblika divizij, saj je primarno vključuje pehotne enote.
Slovenska vojska nima nobene pehotne divizije.

## Organizacija
Klasična pehotna divizija ima:
- štab
- 3 pehotne polke
- podporne elemente
komunikacijske enote
logistika
artilerijske enote
inženirske enote
izvidniške enote

Toda v sodobnem času je sama pehota preveč ranljiva, zato imajo pehotne divizije dodane še:
- manjše oklepne enote
- manjše protiletalske enote